# رادنی رولند
رادنی رولند (انگلیسی: Rodney Rowland؛ زادهٔ ۲۰ فوریهٔ ۱۹۶۴) یک هنرپیشه اهل ایالات متحده آمریکا است.
او در فیلم پول کثیف و رقص در بلو ایگوانا بازی کرده‌است.